# Kadan Kjun
Kadan Kjun (birm. ကတန်ကျွန်း) – górzysta wyspa na Morzu Andamańskim należąca do Mjanmy. Największa wyspa w archipelagu Mjeik.
Na wyspie występują namorzyny oraz plantacje kauczukowca. Na Kadan Kjun wydobywa się rudy manganu i cynku.